# Heterocercus flavivertex
El saltarín crestiamarillo  (Heterocercus flavivertex), también denominado bailarín de copete amarillo, saltarín collarejo (en Colombia) o saltarín gargantiplateado (en Venezuela), es una especie de ave paseriforme de la familia Pipridae perteneciente al género Heterocercus. Es nativo del norte de la cuenca amazónica en América del Sur.

## Distribución y hábitat
Se distribuye por el este de Colombia, suroeste de Venezuela (extremo sureste de Apure, Amazonas), y Brasil al norte del río Amazonas (cuenca del río Negro hacia el este hasta el oeste de Pará).
Esta especie es considerada poco común en su hábitat natural, el sotobosque de bosques de várzea, en galería y riparios en las cuencas de los ríos Negro y Orinoco; prefiere drenajes de aguas oscuras con suelos arenosos; hasta los 300 m de altitud. Está clasificado como preocupación menor por la Unión Internacional para la Conservación de la Naturaleza (IUCN).

## Sistemática

### Descripción original
La especie H. flavivertex fue descrita por primera vez por el ornitólogo austríaco August von Pelzeln en 1868 bajo el mismo nombre científico; su localidad tipo es: «Marabitanas, Rio Negro, Amazonas, Brasil».

### Etimología
El nombre genérico masculino «Heterocercus» se compone de las palabras del griego «heteros» que significa ‘diferente’, y «kerkos» que significa ‘cola’; y el nombre de la especie «flavivertex», se compone de las palabras del latín «flavus» que significa ‘amarillo’, y «vertex» que significa ‘corona de la cabeza’.

### Taxonomía
Algunas veces fue considerada conespecífica con Heterocercus aurantiivertex y H. linteatus pero difieren en características morfológicas y de vocalización. Es monotípica.